# Xian de Qianwei
Le xian de Qianwei (犍为县 ; pinyin : Qiánwéi Xiàn) est un district administratif de la province du Sichuan en Chine. Il est placé sous la juridiction de la ville-préfecture de Leshan.

## Démographie
La population du district était de 568 965 habitants en 1999.